# Elizabeth A. Davis
Elizabeth A. Davis, all'anagrafe Elizabeth Anne Davis (Dumas (Texas), 19 ottobre 1980) è un'attrice e cantante statunitense.
È nota soprattutto come interprete di musical e nel 2012 è stata candidata al Tony Award alla miglior attrice non protagonista in un musical per la sua performance nel musical Once a Broadway.

## Filmografia

### Televisione
- Fringe - serie TV, episodio 1x14 (2009)
- Law & Order - Unità vittime speciali (Law & Order: Special Victims Unit) - serie TV, episodi 17x06, 21x01 (2015, 2019)
- Blue Bloods - serie TV, episodio 5x18 (2015)
- New Amsterdam - serie TV, episodio 2x08 (2019)

- Daredevil - Rinascita (Daredevil: Born Again) - serie TV, episodio 1x04 (2025)

## Doppiatrici italiane
Nelle versioni in italiano delle opere in cui ha recitato, Elizabeth A. Davis è stata doppiata da:
- Chiara Oliviero in Daredevil - Rinascita